# Бербой
Бербой (рум. Bărboi) — село у повіті Долж в Румунії. Входить до складу комуни Гречешть.
Село розташоване на відстані 220 км на захід від Бухареста, 41 км на захід від Крайови.

## Населення
За даними перепису населення 2002 року у селі проживали 508 осіб, з них 507 осіб (99,8%) румунів. Рідною мовою 507 осіб (99,8%) назвали румунську.